# Niżniaja Grunia
Niżniaja Grunia (ros. Нижняя Груня) – wieś (ros. село, trb. sieło) w zachodniej Rosji, w sielsowiecie tołpińskim rejonu korieniewskiego w obwodzie kurskim.

## Geografia
Miejscowość położona jest nad rzeką Grunia (dopływ Sejm), 10,5 km od centrum administracyjnego sielsowietu tołpińskiego (Tołpino), 15 km od centrum administracyjnego rejonu (Korieniewo), 88 km od Kurska.

## Demografia
W 2010 r. miejscowość zamieszkiwały 143 osoby.